# Triphosa mnestira
Triphosa mnestira är en fjärilsart som beskrevs av Louis Beethoven Prout 1938. Triphosa mnestira ingår i släktet Triphosa och familjen mätare. Inga underarter finns listade i Catalogue of Life.